# Sociedad de Críticos de Cine de San Diego
La Sociedad de Críticos de Cine de San Diego (SDFCS) es una organización de críticos de cine de publicaciones con sede en San Diego que se fundó en 1997.

## Resumen
La Sociedad de Críticos de Cine de San Diego (SDFCS) está compuesta por críticos de cine, televisión, medios digitales y radio, que trabajan en el condado de San Diego. Según SDFCS, la misión de la sociedad es proporcionar una opinión crítica diversa sobre las películas, promover la educación y la conciencia cinematográficas y reconocer la excelencia en el cine. La SDFCS organiza varios eventos cada año para beneficiar a los estudiantes de cine locales y brinda asistencia financiera para las actividades académicas de los jóvenes cineastas. La sociedad también apoya Film School Confidential, un festival anual que se lleva a cabo en el Museo de Artes Fotográficas en Balboa Park, presentando cortometrajes dirigidos y producidos por estudiantes de cine locales. Los eventos organizados por la sociedad a menudo incluyen proyecciones de excelentes películas de estudio e independientes en varios lugares, muchas veces con apariciones de directores y actores involucrados en la película.

## Ceremonia de entrega de premios SDFCS
Cada año, la sociedad vota para reconocer los mejores esfuerzos cinematográficos del año. Esto incluye el reconocimiento de mejor película, actor, actriz, director, director de fotografía y muchas otras categorías. Los resultados de la votación se publican en medios relacionados con el cine en todo el mundo y culminan en un banquete anual de premios. Las nominaciones a los premios y los ganadores generalmente se anuncian en la segunda semana de diciembre. Además del premio SDFCS, la organización presenta un premio anual a la carrera, el premio Kyle Counts y un premio especial para un artista destacado de ese año. El premio Kyle Counts, que lleva el nombre del difunto crítico de cine de San Diego, reconoce a una persona o institución que promueve la conciencia, la educación y el entretenimiento cinematográficos en el condado.

## Premios

### Categorías
- Mejor película
- Mejor director
- Mejor actor
- Mejor actriz
- Mejor actor de reparto
- Mejor actriz de reparto
- Mejor guion original
- Mejor guion adaptado
- Mejor película animada
- Mejor fotografía
- Mejor película documental
- Mejor edición
- Mejor reparto
- Mejor película en lengua extranjera
- Mejor interpretación de comedia
- Mejor diseño de producción
- Mejor banda sonora
- Mejores efectos visuales